# Fotbal Fulnek
Fotbal Fulnek- czeski klub piłkarski, grający w szóstej lidze czeskiej, mający siedzibę w mieście Fulnek.

## Historia
Klub został założony w 1946 roku. W sezonie 2006/2007 klub wywalczył historyczny awans do drugiej ligi czeskiej. Grał w niej przez dwa sezony. W sezonie 2008/2009 spadł do Moravskoslezskej fotbalovej ligi.